# عقد 1710
عقد 1710 هو عقد امتد بين 1 يناير 1710 و31 ديسمبر 1719 بحسب التقويم الميلادي. سبقه عقد 1700 ولحقه عقد 1720.

## أحداث
- المرسوم العملي (1713)
- معركة دينان (1712)
- معركة غورداس نانجال (1715)
- معاهدة أدرنة (1713)
- 30 فبراير (1712)
- معاهدة بروت (1711)
- معركة غانغوت (1714)

## مواليد
- توماس سيمبسون (1710)
- شاه جهان الثالث (1711)
- جون هارت (1711)
- هانا بريتشارد (1711)
- جون راسيل (1710)
- صمويل رودز (1711)
- بيير لالويت (1711)
- ويلهلم باش (1710)

## وفيات
- كورنيليوس بيرنبرغ (1711)
- كارلوتا فيليشيتا (1710)
- غوتفريد كيرش (1710)
- روبرت تريت (1710)
- أوول رومر (1710)

## كتب
- Yves Denis Papin (1998). Chronologie de l'histoire ancienne. Lieu de publication non identifié: Éditions Jean-paul Gisserot. ISBN:2-87747-346-5. OCLC:40746926. مؤرشف من الأصل في 2022-03-16.
- موسوعة حضارة العالم (2002) لأحمد محمد عوف.

## روابط خارجية
- تصفح سنة بسنة عقد 1710 على موقع onthisday.com
- تصفح سنة بسنة عقد 1710 ابتداءً من سنة عقد 1710 على موقع المكتبة الوطنية الفرنسية